# Pubertet
Pubertet henviser til den proces af fysiske forandringer hvorved et barns krop bliver til en voksens krop, som er i stand til at reproducere. Pubertet startes af hormonsignaler fra hjernen til gonaderne (æggestokkene eller testiklerne). Som svar producerer gonaderne en række hormoner, som stimulerer væksten, funktionaliteten eller transformationen af hjerne, knogler, muskler, hud, bryster og kønsorganer. Væksten accelererer i den første halvdel af puberteten og stopper ved pubertetens afslutning. Før puberteten er kropsforskelle mellem drenge og piger stort set begrænset til kønsdelene. I løbet af puberteten udvikles store forskelle i størrelse, form og funktion i mange kropsstrukturer og -systemer. De mest tydelige af disse kaldes de sekundære kønskarakteristika.
Strengt taget henviser begrebet pubertet (og denne artikel) til de kropslige forandringer ved seksuel modning, snarere end de psykologiske og kulturelle aspekter af ungdommelig udvikling. Ungdommen er perioden med psykologisk og social overgang mellem barndommen og livet som voksen. Ungdomsperioden overlapper meget med pubertetsperioden, men dens grænser er mindre præcist definerede og den henviser lige så meget til de psykosociale og kulturelle udviklingskarakteristika i teenageårene, som til pubertetens fysiske forandringer.

## Forskelle mellem mandlig og kvindelig pubertet
To af de mest tydelige forskelle mellem pubertet i piger og pubertet i drenge, er den alder hvor den begynder samt de store kønssteroider der er involveret.
Selvom der er en lang række normale aldre, begynder piger generelt pubertetsprocessen cirka 1-2 år tidligere end drenge (med en gennemsnitsalder på 9 til 14 for piger og 10 til 17 for drenge), ligesom den også fuldendes hurtigere i piger. Piger opnår voksenhøjde og reproduktiv modning cirka 4 år efter de første fysiske ændringer i puberteten fremkommer. I modsætning hertil accelererer drenge langsommere, men fortsætter med at vokse i omtrent 6 år efter de første synlige pubertetsændringer.
Det hormon, som dominerer den kvindelige udvikling, er østradiol, et østrogen. Mens østradiol stimulerer væksen af bryster og livmoder, er det også det centrale hormon som driver pubertetens vækstspurt og epifysiske modning og afslutning. Østradiolniveauerne stiger tidligere og når højere niveauer i piger end i drenge.
I drenge er testosteron, et androgen, den centrale kønssteroide. Mens testosteron producerer alle de mandlige ændringer, som er beskrevet som virilisering, skifter en betragtelig del af testosteronet i drenge til østradiol, selvom niveauerne stiger senere og langsommere end i piger. Den mandlige vækstspurt begynder også senere, accelererer langsommere og varer længere før epifyserne fusionerer. Selvom drenge i gennemsnit er 2 cm mindre end piger før puberteten tager sin begyndelse, er voksne mænd i gennemsnit omkring 13 cm højere end kvinder. Det meste af denne kønsforskel i voksenhøjde skyldes den senere start på vækstspurten og en langsommere proces frem mod dens fuldendelse, et direkte resultat af den senere stigning og lavere niveau af østradiol i voksne mænd.

## Pubertetens begyndelse
Begyndelsen på puberteten forbindes ofte med en høj pulseren af GnRH, som kommer før stigningen i mængden af kønshormoner, LH og FSH. Eksogene GnRH-pulser sætter gang i puberteten. Hjernesvulster som forøger GnRH-udledelse kan også føre til for tidlig pubertet.
Grunden til denne forøgelse af GnRH er uvis. Puberteten begynder næsten altid ved omtrent 47 kg for piger og 55 kg for drenge. Denne afhængighed af kropsvægten gør leptin til en sandsynlig årsag til stigningen i GnRH. Det er vel kendt at leptin har modtagere i hypothalamus som syntetiserer GnRH. Derudover får personer som mangler leptin ofte ikke påbegyndt deres pubertet. Leptinniveauet ændrer sig parallelt med pubertetens fremskriden, og aftager derefter til niveauet hos en voksen person.

## Fysiske forandringer hos mænd

### Testikelstørrelse, funktion og frugtbarhed
Hos drenge er en forstørrelse af testiklerne det første fysiske pubertetstegn. Præ-pubertetsdrenges testikler vokser meget lidt fra 1-års-alderen og frem til puberteten med omkring 2-3 kubikcentimeter i volumen og omkring 1,5-2 centimeter i længde. Testiklerne fortsætter med at vokse i løbet af puberteten, og når maksimal voksenstørrelse omkring 6 år senere. Mens 18-20 kubikcentimeter angiveligt er den gennemsnitlige voksenstørrelse, er der en bred variation i den normale befolkning.
Testiklerne har to primære funktioner: at producere hormoner og at producere sædceller. Leydigcellerne producerer testosteron, som til gengæld producerer størstedelen af ændringerne i den mandlige seksuelle modning, og fastholder libido. Potentiel fertilitet nås hos drenge omkring 13-års-alderen, men fuld fertilitet vil ikke nås før de er 14-16 år gamle, selvom nogle går gennem processen hurtigere, og når det blot 1 år senere.

### Pubeshår
Pubeshår fremkommer hos drenge ofte kort tid efter kønsdelene begynder at vokse. De første få hår beskrives i Tannerstadierne som 2. stadie. 3. stadie opnås ofte indenfor de næste 6-12 måneder, hvor hårene bliver for mange til at kunne tælles. Ved 4. stadie fylder hårene tykt "pubestrekanten". 5. stadie henviser til spredning af pubeshår til lårene og op mod navlen.

### Krops- og ansigtsbehåring
I månederne og årene efter fremkomsten af pubeshår, udvikler andre hudområder, som svarer på androgener, tykkere hår (androgent hår). Der er en stor forskel på mængden af kropsbehåring blandt voksne mænd, og der er tydelig forskel i timing og kvantitet af hårvækst mellem forskellige etniske grupperinger.

### Stemmeændringer
Under androgenernes påvirkning vokser strubehovedet hos begge køn. Væksten er langt tydeligst hos drenge, hvilket får den mandlige stemme til at synke og blive dybere med omkring en oktav – nogle gange pludseligt, men sjældent "fra den ene dag til den anden" – fordi det længere, tykkere stemmebånd har en lavere grundfrekvens. Somme tider følges stemmeændringen af usikkerhed i vokalisering i den utrænede stemmes tidlige stadier. De fleste af forandringerne i stemmen sker i løbet af den mandlige pubertets 3. og 4. stadie, omkring tidspunktet hvor væksten er på sit højeste. Den voksne stemme er først færdigudviklet omkring 15 år. Den kommer dog ofte måneder, eller ligefrem år, før udviklingen af ansigtsbehåring.

### Mandlig muskulatur og kropsstørrelse
Ved pubertetens afslutning har voksne mænd tungere knogler og næsten dobbelt så meget skeletalt muskelvæv. Noget af knoglevæksten (f.eks. skulderbredden og kæben) er uproportionelt større hos mænd, hvilket fører til en tydeligt forskellig skeletform hos mænd og kvinder.

### Kropslugt, hudforandringer, akne
Et stigende androgenniveau kan ændre fedtsyresammensætningen i sved, hvilket fører til en mere "voksen" kropslugt. Ligesom hos piger fører androgenerne også til en forhøjet sekretion af olie fra huden, hvilket resulterer i varierende mængder af akne. Akne kan forhindres eller formindskes ved antibakteriel ansigtsvask, men forsvinder oftest af sig selv ved pubertetens afslutning.

### Brystudvikling: pubertets-gynækomasti
Østradiol bliver produceret af testosteronen i den mandlige, såvel som den kvindelige, pubertet, og mandebryster er ofte et resultat af et stigende østradiolniveau. Dette kaldes gynækomasti. Hos de fleste drenge er brystudviklingen minimal, meget ligesom 2. stadie i pigernes brystudvikling, men hos nogle drenge udvikles brysterne betragteligt. Det sker oftest efter puberteten er undervejs, kan stige i et år eller to, og forsvinder oftest ved afslutningen på puberteten. Brysterne forstørres af overskydende fedtvæv hvis drengen er overvægtig. Dette skyldes at fedtvævet danner et enzym (aromatase), som omdanner testosteron til østrogen. Vægttab for overvægtige teenagere kan hjælpe med at reducere tydeligheden af gynækomasti, men kan ikke forhindre det i at udvikle sig i forbindelse med puberteten.
Selvom det er en normal del af den mandlige pubertet på måske halvdelen af alle drenge, er brystudvikling oftest ligeså uønsket som "overskæg" hos piger, og kan fjernes kirurgisk hvis det skaber meget stress eller nervøsitet for drengen.

## Fysiske forandringer hos kvinder

### Brystudvikling
Det første fysisk pubertetstegn hos kvinder er ofte en fast, øm klump under midten af areola i det ene eller begge bryster, hvilket i gennemsnit sker når pigen er omkring 10,5 år gammel. Ved måling af puberteten via de udbredte Tannerstadier, er dette 2. stadie af brystudvikling (1. stadie er et fladt, præ-pubertetsbryst). Indenfor 12 måneder er hævelsen klart begyndt i begge sider, blødt, og kan ses og føles udover areolas kanter. Dette er 3. stadie af brystudviklingen. Efter yderligere 12 måneder (4. stadie) er brysterne ved at nå en moden størrelse og form, hvor areolae og brystvorterne danner sekundære forhøjninger. Hos de fleste unge kvinder forsvinder denne forhøjning ind i det voksne brysts kontur (5. stadie), men der er så stor variation i voksenbrysters størrelse og form at stadie 4 og 5 ikke altid kan identificeres separat.

### Pubeshår
Pubeshår er ofte den anden klare pubertetsforandring der bemærkes, ofte blot få måneder efter det 2. stadie i brysternes udvikling. De første hår er oftest synlige langs skamlæberne. De første få hår beskrives som 2. Tannerstadie. 3. stadie kommer ofte 6-12 måneder herefter, når hårene bliver for mange til at kunne tælles, og begynder at brede sig til Venusbjerget. Ved 4. stadie fylder hårene tykt "pubestrekanten". 5. stadie henviser til hår som bredere sig til lårene og nogle gange op mod navlen. Hos omkring 15% af pigerne fremkommer de tidligste pubeshår før udviklingen af brysterne begynder.

### Vagina, livmoder, æggestokke
Vaginas slimhindeoverflade ændrer sig som følge af de stigende mængder østrogen, bliver tykkere og en mat pink farve (i modsætning til præ-pubertetslimhindens lysere røde farve). Hvidligt sekrets (fysiologisk leukorrhea) er ligeledes en normal effekt af østrogen. I de næste 2 år efter brystudviklingens 2. stadie, vokser livmoderen og æggestokkene i størrelse, og folliklerne vokser ligeledes.

### Menstruation og frugtbarhed
Den første menstruation sker typisk 2 år efter brysternes 2. stadie. Menses (menstruelle perioder) er ikke altid regelmæssige og månedlige i de 2 første år. Ægløsning er nødvendig for at en pige kan blive frugtbar, men kommer kun nogle gange samtidig med den første periode.

### Kropsændring, fedtfordeling og kropssammensætning
I løbet af denne periode, også som et svar på de stigende mængder østrogen, bliver den nederste halvdel af bækkenet, og dermed hofterne, bredere (hvilket letter en eventuel senere fødsel). Mængden af fedtvæv stiger til at blive en større procentdel af kroppens sammensætning end hos mænd, specielt i områderne ved bryster, hofter, balder, lår, overarme og pubes. Progressive forskelle i fedtfordelingen, såvel som kønsforskelle i lokal skeletal vækst, bidrager til den typiske kvindelige kropsstørrelse ved afslutningen af puberteten. Som 10-årig har den gennemsnitlige pige 6% mere kropsfedt end den gennemsnitlige dreng, men ved pubertetens afslutning er den forskel steget til næsten 50%.

### Kropslugt, hudforandringer og akne
Stigende mængder af androgener kan ændre fedtvævsammensætningen i sved, hvilket fører til en mere "voksen" kropslugt. Dette kommer ofte 1 eller flere år før udviklingen af brysterne og fremkomsten af pubeshår. En anden androgen-effekt er en stigende sekretion af olie (sebum) fra huden. Denne forandring gør pigen lettere modtagelig for akne, noget som varierer stort.